# 東灘郵便局
東灘郵便局（ひがしなだゆうびんきょく）
- 兵庫県神戸市東灘区にある郵便局。本記事にて記述する。

東灘簡易郵便局（ひがしなだかんいゆうびんきょく）
- 高知県土佐市にある簡易郵便局。局番号は64780。

東灘郵便局（ひがしなだゆうびんきょく）は、兵庫県神戸市東灘区にある郵便局。民営化前の分類では集配普通郵便局であった。

## 概要
住所：〒658-8799 兵庫県神戸市東灘区住吉東町2-2-17

### 併設施設
- ゆうちょ銀行東灘店（大阪支店東灘出張所）：取扱店番号430240

## 沿革
- 1872年8月4日（明治5年7月1日） - 御影郵便取扱所として開設[1]。
- 1875年（明治8年）1月1日 - 御影郵便局（五等）となる[1]。
- 1885年（明治18年）5月1日 - 貯金取扱を開始[1]。
- 1888年（明治21年）5月16日 - 為替取扱を開始[1]。
- 1889年（明治22年）6月16日 - 御影郵便電信局となる[1]。
- 1903年（明治36年）4月1日 - 通信官署官制の施行に伴い御影郵便局となる[1]。
- 1954年（昭和29年）6月16日 - 電話通話および和文電報受付事務の取扱を開始[2]。
- 1964年（昭和39年）4月20日 - 東灘区御影町から、同区住吉町に局舎を新築、移転するとともに、東灘郵便局に改称。
- 1998年（平成10年）9月1日 - 外国通貨の両替および旅行小切手の売買に関する業務取扱を開始。
- 2007年（平成19年）10月1日 - 民営化に伴い、併設された郵便事業東灘支店、ゆうちょ銀行東灘店に一部業務を移管。
- 2012年（平成24年）10月1日 - 日本郵便株式会社発足に伴い、郵便事業東灘支店を東灘郵便局に統合。

## 取扱内容

### 東灘郵便局
- 郵便、印紙、ゆうパック、内容証明
- 生命保険、バイク自賠責保険、自動車保険
- 地方公共団体事務（兵庫県住宅再建共済基金利用申込取次事務）
- 「658-00xx」区域（神戸市東灘区（本山町森748-1番地を除く））の集配業務
- ゆうゆう窓口

### ゆうちょ銀行東灘店
- 貯金、貸付、為替、振替、振込、国際送金、外貨両替、トラベラーズチェック、国債、投資信託、変額年金保険
- ATM

## 周辺
- 神戸市東灘区役所
- 東灘区民センター（うはらホール）
- 東灘消防署
- 灘中学校・高等学校
- 本住吉神社

## アクセス
- JR東海道本線（JR神戸線）、神戸新交通六甲アイランド線（六甲ライナー） 住吉駅（南口）から徒歩約6分
- 阪神バス、神戸市バス 東灘区役所前停留所下車
- 阪神高速神戸線 魚崎出入口から北へ約1km
- 国道2号沿い
- 駐車場あり：5台